# Гукстед (Нью-Гемпшир)
Гукстед (англ. Hooksett) — місто (англ. town) в США, в окрузі Меррімак штату Нью-Гемпшир. Населення — 14 871 особа (2020).

## Демографія
Згідно з переписом 2010 року, у місті мешкала 13 451 особа в 4926 домогосподарствах у складі 3533 родин. Було 5184 помешкання
Расовий склад населення:
| - 94,6 % — білих - 2,0 % — азіатів - 1,0 % — чорних або афроамериканців - 0,2 % — корінних американців - 0,1 % — вихідців з тихоокеанських островів |

До двох чи більше рас належало 1,5 %. Частка іспаномовних становила 2,1 % від усіх жителів.
За віковим діапазоном населення розподілялося таким чином: 22,4 % — особи молодші 18 років, 66,0 % — особи у віці 18—64 років, 11,6 % — особи у віці 65 років та старші. Медіана віку мешканця становила 39,8 року. На 100 осіб жіночої статі у місті припадало 93,7 чоловіків;  на 100 жінок у віці від 18 років та старших — 91,8 чоловіків також старших 18 років.
Середній дохід на одне домашнє господарство  становив 97 167 доларів США (медіана — 85 952), а середній дохід на одну сім'ю — 114 150 доларів (медіана — 100 109). Медіана доходів становила 60 824 долари для чоловіків та 51 952 долари для жінок. За межею бідності перебувало 4,3 % осіб, у тому числі 2,3 % дітей у віці до 18 років та 4,1 % осіб у віці 65 років та старших.
Цивільне працевлаштоване населення становило 7949 осіб. Основні галузі зайнятості: освіта, охорона здоров'я та соціальна допомога — 27,9 %, роздрібна торгівля — 12,0 %, науковці, спеціалісти, менеджери — 10,0 %, виробництво — 9,6 %.